# Ołeksandr Baranow
Ołeksandr Iwanowycz Baranow, ukr. Олександр Іванович Баранов, ros. Александр Иванович Баранов, Aleksandr Iwanowicz Baranow (ur. 29 kwietnia 1960 w Kijowie) – ukraiński piłkarz, grający na pozycji pomocnika, trener piłkarski.

## Kariera piłkarska

### Kariera klubowa
Wychowanek klubu Dynamo Kijów, w którym rozpoczął karierę piłkarską. Od 1978 występował w rezerwowej drużynie Dynama. W 1982 przeszedł do Tawrii Symferopol. W 1984 został piłkarzem Spartaka Moskwa, ale tylko 2 razy wyszedł na boisko i w następnym sezonie powrócił do Dynama Kijów. Jednak w Dynamie ciężko było przebić się do wtedy gwiazdorskiego składu, który w 1986 zdobył Puchar Zdobywców Pucharów. Dlatego przeniósł się do Metalista Charków, z którym zdobył największe swoje sukcesy. Po rozpadzie ZSRR wyjechał do Finlandii, gdzie bronił barw miejscowych klubów KontU Helsinki i LoPa. W końcu 1993 na rok powrócił do Ukrainy, gdzie rozegrał 4 mecze w składzie Metalista i raz wszedł na boisko w Nywie Mironówka. Następnie ponownie wyjechał do Finlandii, gdzie zakończył karierę piłkarską jako piłkarz zespołów Kontu-72 Helsinki oraz Viikingit Vuosaari.

## Kariera trenerska
Jeszcze będąc piłkarzem Viikingit Vuosaari od 1998 pełnił również funkcje trenerskie. Wcześniej (od 1994) trenował również dzieci i kierował szkółką piłkarską w Finlandii. W czerwcu 2004 otrzymał propozycję prowadzenia ukraińskiego Arsenału Kijów. W listopadzie 2005 został zwolniony z obejmowanego stanowiska.

## Sukcesy i odznaczenia

### Sukcesy klubowe
- wicemistrz ZSRR: 1984
- zdobywca Pucharu ZSRR: 1988
- finalista Pucharu Federacji Piłki Nożnej ZSRR: 1987, 1989

### Odznaczenia
- nagrodzony tytułem Mistrza Sportu ZSRR: 1987